# FIBA Africa Clubs Champions Cup 2008
La FIBA Africa Clubs Champions Cup del 2008 è una competizione per club di pallacanestro maschile che si è tenuta a Susa in Tunisia dal 12 al 21 dicembre 2008; è stata la ventitreesima edizione della massima competizione per club africani di pallacanestro.
È stata vinta dal CD Primeiro de Agosto, squadra di Luanda che è giunta al quinto titolo continentale, nella finale contro i padroni di casa dell'Étoile Sportive du Sahel.

## Squadre partecipanti
| Angola       | AS Aviação · CD Primeiro de Agosto         |
| RD del Congo | Lupopo · BC Onatra                         |
| Guinea       | Back                                       |
| Libia        | El-Shabab Arabi                            |
| Nigeria      | Kano Pillars BC · Union Bank BC            |
| Ruanda       | APR BC                                     |
| Togo         | Swallows                                   |
| Tunisia      | Étoile Sportive du Sahel · Stade Nabeulien |

## Regular Season

### Gruppo A
|    | Squadra                  | Pld | W | L | PF  | PA  | Diff |
| -- | ------------------------ | --- | - | - | --- | --- | ---- |
| 1. | Étoile Sportive du Sahel | 5   | 5 | 0 | 400 | 258 | 142  |
| 2. | Kano Pillars BC          | 5   | 4 | 1 | 373 | 320 | 53   |
| 3. | AS Aviação               | 5   | 3 | 2 | 400 | 330 | 70   |
| 4. | APR BC                   | 5   | 2 | 3 | 357 | 379 | -22  |
| 5. | Swallows                 | 5   | 1 | 4 | 300 | 410 | -110 |
| 6. | Lupopo                   | 5   | 0 | 5 | 255 | 388 | -133 |

### Gruppo B
|    | Squadra               | Pld | W | L | PF  | PA  | Diff |
| -- | --------------------- | --- | - | - | --- | --- | ---- |
| 1. | CD Primeiro de Agosto | 5   | 5 | 0 | 434 | 276 | 158  |
| 2. | El-Shabab Arabi       | 5   | 4 | 1 | 325 | 300 | 25   |
| 3. | Stade Nabeulien       | 5   | 3 | 2 | 381 | 277 | 104  |
| 4. | Union Bank BC         | 5   | 2 | 3 | 340 | 378 | -38  |
| 5. | BC Onatra             | 5   | 1 | 4 | 291 | 397 | -106 |
| 6. | Back                  | 5   | 0 | 5 | 256 | 399 | -143 |

## Quarti di finale
| Squadra #1      | Punteggio | Squadra #2               |
| --------------- | --------- | ------------------------ |
| AS Aviação      | 63 - 44   | El-Shabab Arabi          |
| Stade Nabeulien | 79 - 59   | Kano Pillars BC          |
| Union Bank BC   | 67 - 94   | Étoile Sportive du Sahel |
| APR BC          | 50 - 87   | CD Primeiro de Agosto    |

## Final Four

### Semifinali
| Squadra #1               | Punteggio | Squadra #2      |
| ------------------------ | --------- | --------------- |
| Étoile Sportive du Sahel | 78 - 53   | AS Aviação      |
| CD Primeiro de Agosto    | 79 - 56   | Stade Nabeulien |

### Finali 3º/8º posto
| Susa 21 dicembre 2008 | Union Bank BC | 65 – 64 | APR BC |  |

| Susa 21 dicembre 2008 | El-Shabab Arabi | 71 – 76 | Kano Pillars BC |  |

| Susa 21 dicembre 2008 | AS Aviação | 60 – 55 | Stade Nabeulien |  |

### Finale 1º/2º posto
| Susa 21 dicembre 2008 | Étoile Sportive du Sahel | 54 – 57 | CD Primeiro de Agosto |  |

## Campioni
| Campione d'Africa 2008          |
| ------------------------------- |
| CD Primeiro de Agosto 5º titolo |

## Premi
| Premio                   | Vincitore                                                              | #            | Squadra                                                                                                 |
| ------------------------ | ---------------------------------------------------------------------- | ------------ | --- |
| MVP                      | Joaquim Gomes                                                          |              | CD Primeiro de Agosto                                                                                   |
| Miglior marcatore        | Mohamed Issa Mrsal                                                     | 142 punti    | El-Shabab Arabi                                                                                         |
| Miglior rimbalzista      | Alamine Mohamed G. Yagoub                                              | 101 rimbalzi | El-Shabab Arabi                                                                                         |
| Miglior marcatore da tre | Mohamed Issa Mrsal                                                     | 26 triple    | El-Shabab Arabi                                                                                         |
| Miglior quintetto        | Omar Mouhli Mohamed Issa Mrsal Atef Maoua Dennis Ebikoro Joaquim Gomes |              | Étoile Sportive du Sahel El-Shabab Arabi Étoile Sportive du Sahel Kano Pillars BC CD Primeiro de Agosto |
| Premio fair play         |                                                                        |              | Kano Pillars BC                                                                                         |